# 永井直重
永井 直重（ながい なおしげ、慶長9年（1604年） - 天和2年9月11日（1682年10月11日））は、江戸時代前期の旗本である。
永井直勝の四男。式部少輔。兄弟に永井尚政（長兄）、永井直清（次兄）、永井直貞（三兄、豊前守）、柴田康長正室、土屋利直正室、淳美友之室。室は山名豊政の娘。子に永井直頼。
15歳より将軍徳川秀忠に仕える。寛永3年（1626年）、父の直勝が死去すると、兄の尚政より遺領のうち、3,200石を分与される。寛永11年（1634年）6月、将軍徳川家光の上洛の共奉となる。
墓は江戸・四谷鮫河橋千日谷（現在の新宿区南元町）の一行院。